# Воронежская синагога
Воронежская синагога находится в Воронеже. Здание было построено в начале XX века. Открытие синагоги состоялось в 1903 году. В 1939 г. здание было отобрано у еврейской общины. После восстановления религиозная деятельность в Воронежской синагоге возобновилась в 2014 г.

## Возникновение еврейской общины в Воронежской губернии
Разрешение на возведение синагоги в Воронеже было получено в 1901 г. К этому времени история проживания евреев на территории Воронежской губернии насчитывала лишь несколько десятилетий. Законы возникшей в конце XVIII века черты оседлости разрешали лицам иудейского вероисповедания проживать лишь на территории Западного края — в основном там, где они жили до периода разделов Речи Посполитой. Но законодательство Российской империи о евреях все же содержало несколько исключений по данному вопросу, предусматривая льготы представителям некоторых профессий и состояний. В эпоху реформ Александра II к ним добавилось разрешение евреям, отслужившим рекрутский срок в армии, селиться в местности, где они закончили службу. Именно таким путем несколько сотен евреев-отставных солдат и членов их семей поселились на территории Воронежского края в 1860-е годы. Считается, что одним из них был, например, Алтер (Яков) Крейзер — дедушка будущего прославленного генерала, первого воронежца, получившего звание Героя Советского Союза в годы Великой Отечественной войны Якова Григорьевича Крейзера.

## Строительство здания синагоги
В 1890-е годы еврейская жизнь в городе активизировалась, имелись все необходимые атрибуты общинной жизни: молельный дом, миква, иудейское кладбище. Община получила устав, утвержденный Министерством внутренних дел. Несколько раз подавались прошения на строительство синагоги. К этому времени в Воронеже наряду с двумя десятками православных церквей уже были построены лютеранская церковь (в стиле ампир), католический собор (в неоготическом стиле). Через несколько лет, в 1901 г., разрешение на строительство было получено и еврейской общиной, последней из иноверческих общин Воронежа.
Еврейская община приобрела деревянное здание на краю Большой Дворянской улицы, чтобы использовать земельный участок под строительство, пригласила для выполнения заказа местного архитектора польского происхождения — Станислава Мысловского. Уроженец Воронежа, он приобрел также некоторый профессиональный опыт в Европе, работал на строительстве порта и других сооружений в Ницце. В Воронеже ему приходилось строить здания самого различного профиля: фабричные корпуса, больницы, банк, усадьбы, здание суда, учебное заведение, а также культовые сооружения — упомянутый католический собор в неоготическом стиле из красного кирпича, а также несколько православных церквей.
Проект здания синагоги был разработан архитектором Мысловским в мавританском стиле (применительно к XIX и рубежу XX века его иногда также называют неомавританским стилем или стилем синагог). Согласно одному из возможных объяснений, таким образом культурная элита ашкеназского еврейства стремилась подчеркнуть свою связь с восточным прошлым еврейского народа, а также почтительное отношение к «золотому веку» европейского еврейства в период расцвета сефардской общины в Испании (до изгнания евреев в 1492 г.).
Для культовых построек мавританского стиля характерны узнаваемые подковообразные и стрельчатые арки и оконные проемы, а также наличие специфических куполов, фризов, карнизов и настенной резьбы. Колонны облицовывались изразцовыми и керамическими плитками, здания украшались мозаикой, витражами, орнаментом. В этом стиле, имевшем черты восточной архитектуры, сооружались синагоги во многих городах Европы — в Будапеште, Берлине, Дрездене и других городах. Этот же стиль был использован при строительстве столичной Большой хоральной синагоги в Санкт-Петербурге. Здание, спроектированное Мысловским, меньшего масштаба, в соответствии с численностью прихожан общины, но стилем оно напоминало самые известные европейские синагоги. Это было двухэтажное кирпичное сооружение, прямоугольное в плане, вытянутое по оси север — юг. С северной стороны фасад украшали две восьмигранные декоративные кирпичные башни.

О сооружении синагоги сообщается: 
"Строительные работы на участке синагоги начались весной 1901 года, их вёл подрядчик Аверин, они обошлись общине в 65000 рублей. К зиме 1902 года здание было доведено до крыши, осенью следующего года была завершена внутренняя отделка. Одна люстра стоила более 700 рублей, скамьи — две с половиной тысячи … Наследники Е. М. Полякова пожертвовали Арон Кодеш стоимостью в одну тысячу рублей. Воронежское погребальное братство — парохет (бархатный занавес) к Арон Кодеш, братство Тылим — Амуд (пюпитр, за которым во время молитвы в ашкеназской синагоге находится хазан или раввин). Первое богослужение было совершено в праздник еврейского Нового года в сентябре 1903 г., хором руководил кантор Н. Горелик. «Храм по своей вместительности, внешней архитектуре, выдержанности стиля и внутреннему благоустройству служит украшением и гордостью воронежского еврейского общества, являясь почти единственным в городах, вне черты еврейской оседлости лежащих».
Сохранилась лишь одна фотография, отображающая внутреннее убранство синагоги в дореволюционную эпоху. Также внешний вид здания запечатлен на дореволюционных открытках Воронежа. По ним можно судить, насколько величественно смотрелось сооружение на фоне низкоэтажных и в основном деревянных построек провинциального города.

## Судьба синагоги в советское время
В период Первой мировой войны и накануне революции 1917 г. численность евреев в Воронеже резко выросла. Жители приграничных районов бежали от войны вглубь страны, а в некоторых областях власти насильно выселяли евреев, считая не благонадежными носителей языка идиш, близкого к немецкому. Так в Воронеже оказались евреи-беженцы, а также учащиеся и преподаватели еврейских учебных заведений.

О еврейских беженцах писал в своем автобиографическом очерке уроженец Воронежа поэт Самуил Маршак: 
«…в Воронежскую губернию царское правительство переселило в это время множество жителей прифронтовой полосы, преимущественно из беднейших еврейских местечек. Судьба этих беженцев всецело зависела от добровольной общественной помощи. Помню одно из воронежских зданий, в котором разместилось целое местечко. Здесь нары были домами, а проходы между ними — улочками. Казалось, будто с места на место перенесли муравейник со всеми его обитателями. Моя работа заключалась в помощи детям переселенцев». 
В марте 1917 года Еврейский комитет помощи жертвам войны произвёл перепись оказавшегося в Воронеже еврейского населения. В городе тогда насчитывалось 6946 евреев, из них было 2639 постоянных жителей и 4307 беженцев. Не работавшие уже по факту законы черты оседлости были отменены в марте 1917 г. Временным правительством, вместе со всеми другими ограничениями по вероисповедному и национальному признакам. Для деятельности синагоги открывались благоприятные перспективы, однако вскоре ситуация изменилась.
Советская власть в январе 1918 г. лишила все религиозные организации прав собственности. В конце 1918 г. раввину Воронежской синагоги предписали представить опись культовых предметов из ценных металлов. Известно, что в неё были внесены одна позолоченная корона и две серебряные короны для Свитков Торы, серебряные указки для чтения Торы, инкрустированные таблички с серебряной цепью, надевавшиеся на Свитки (Торашильд). Впоследствии всё это было изъято под предлогом помощи голодающим. Впрочем, конфискация имущества синагоги после окончания Гражданской войны не носила исключительно антиеврейский характер, такие же действия совершались в 20-е и последующие годы при изъятии церковного имущества.
Ещё более мощный удар по еврейской общине и её синагоге был нанесен в годы первых пятилеток. В 1929 г. началась кампания за закрытие синагоги, в местной газете «Коммуна» появилась заметка под названием «Еврейскую синагогу — под клуб». Был организован сбор подписей, призванный продемонстрировать, что еврейские трудящиеся сами просят закрыть очаг распространения иудаизма, а здание использовать для культурно-просветительной работы. Однако этому плану помешала организованность прихожан синагоги, которые решили «бороться до последнего, а синагоги не отдавать» и выбрали комиссию для поездки в Москву и обращения во ВЦИК. Таким образом, на некоторое время закрытие синагоги удалось оттянуть.

В 1933 г. Воронежский облисполком постановил: 
«Ввиду многочисленных ходатайств трудящихся евреев о закрытии еврейской синагоги, выразившихся в постановлениях и резолюциях, вынесенных на митингах, общих собраниях и отдельных письменных заявлениях трудящихся евреев города Воронежа, что существующая синагога занимает обширное здание, обслуживающее всего несколько десятков верующих, а также принимая во внимание острую нуждаемость в помещении под культурно-просветительские учреждении неполное использование верующими синагоги, утвердить решение Воронежского горсовета о закрытии синагоги с использованием этого здания под культурно-просветительское учреждения». 
Но в конечном счете судьба синагоги зависела от распоряжений, приходивших из Москвы. Окончательное решение по этому вопросу там было принято осенью 1939 г.: здание передать тресту Облтекстиля и переоборудовать его под складское помещение.
Через несколько месяцев после начала войны Воронеж стал прифронтовым городом, а с лета 1942 г. — местом ожесточенных боев между советскими и немецкими войсками. Значительная часть зданий города была уничтожена в ходе боев, продолжавшихся на улицах города более 200 дней. Крыша и внутренние помещения синагоги были разрушены попаданием авиабомбы, но стены уцелели.
После освобождения города в начале 1943 г. начались работы по его восстановлению. Здание бывшей синагоги было частично отремонтировано и с осени 1944 г. снова использовалось в качестве складского помещения. Сохранилась фотография, отражающая, как здание выглядело во второй половине 1970-х годов, когда его продолжали использовать под складские цели. Оконные проемы заложены кирпичной кладкой, внутри здания на месте центрального зала были устроены перекрытия для увеличения складских площадей, снаружи сделана хозяйственная пристройка. В 1980-е годы существовал проект переоборудования здания под концертный зал, но он не был осуществлен.
Впоследствии в годы Перестройки, а затем и смены государственного строя, изменилось отношение к религиозным организациям, появилась возможность добиваться возвращения отобранных в советское время культовых зданий. Возвращение здания синагоги Воронежской еврейской общине состоялось в 1997 году.

## Восстановление Воронежской синагоги
Реставрацию Воронежской синагоги начинали несколько раз. Завершающий этап был начат в 2010 году раввином Воронежа и Воронежской области Авигдором Носиковым, габаем синагоги Львом Краковым и прихожанином Вадимом Швейбишем, который в дальнейшем стал курировать все значимые архитектурные и дизайнерские вопросы. Было принято решение провести работы по реконструкции не в виде косметического ремонта, а в форме восстановления первоначального устройства здания — памятника архитектуры начала XX века. В период строительных работ руководство общины возглавил Юрий Ефимович Сегал. Являясь председателем Местной религиозной организации «ВЕРО», он создал Попечительский совет, который смог привлечь финансирование для выполнения строительных, отделочных работ, а также финансирование для изготовления ритуальной мебели: Арон Кодеш, Бима с подиумом, Амуд.
Таким образом, спонсорами реконструкции стали и благотворительные фонды (Джойнт, «Генезис», РЕК), и крупные бизнесмены (Герман Хан, Герман Захарьяев), и участники Воронежской общины (Юрий Сегал, Вадим Швейбиш). Среди жертвователей на восстановление синагоги — Родислав Бирбраер, Лев Краков, Яков Слуцкий, Борис Ташлыцкий, Илья Шепелев. Пожертвовавший основную часть средств на реконструкцию бизнесмен Герман Хан посвятил этот поступок памяти своей бабушки, Хавы Меджибовской. В её честь синагога получила название «Бейт Хава».
Дизайнерские задачи в ходе восстановления синагоги были реализованы по проектам архитектора Любови Моисеевой. Также при принятии дизайнерских решений использовались предложения Вадима Швейбиша (в том числе применение натурального гранита при отделке пола первого этажа синагоги и молельного зала, использование чугунного литья и кованной решетки при изготовлении входной группы синагоги, изготовление четырёх главок синагоги из натуральной меди с отделкой под золото).

## Внутреннее убранство синагоги после восстановления
Ритуальная мебель для внутреннего убранства синагоги была изготовлена по проекту Симхи Палух и Вадима Швейбиша. Она включает в себя Арон Кодеш, Биму, Амуд и другие элементы. Главный из них — Арон Кодеш — на иврите означает Ковчег Святыни. В наши дни это большой и красивый шкаф для Свитков Торы. Корпус Арон Кодеш, с точки зрения архитектурной композиции, представляет собой три портала, расположенные друг в друге. Порталы как будто вырастают один из другого, похожие по материалу и цвету, и при этом совершенно разные стилистически.
Порталы символизируют собой трёх праотцев еврейского народа. Малый портал символизирует Авраама, средний — Ицхака, большой — Яакова. На фризе каждого портала по предложению раввина Авигдора Носикова написаны изречения, которые соответствуют духовным качествам праотцев: Авраам — это Хесед (Милосердие), Ицхак — это Гвура (Строгость), Яаков — Тиферет (Великолепие).
Портал Авраама имеет достаточно лаконичную архитектуру, но украшен религиозными символами, резьбой и имеет самый сложный декор, что символизирует одновременно простоту и богатство человеческой натуры Авраама. На этом портале изображены скрижали Завета с «Десятью заповедями». Скрижали располагаются над затейливо украшенными дверями Арон Кодеш. Портал Авраама украшает позолоченная надпись: «Ибо сказал я: мир милосердия будет построен».
Портал Ицхака лаконичен и строг, как и сам праотец Ицхак. Портал не имеет никакого декоративного наполнения, только две пилястры со стилизованными дорическими капителями и фриз на котором вырезано позолоченное изречение: «Приношение Ицхака потомству его с милосердием помни!», — предложенное главным раввином России Адольфом Шаевичем. Портал Яакова также достаточно лаконичен, его украшение — это сами детали конструкции. Несмотря на лаконизм, этот портал выглядит поистине торжественно. На портале Яакова, позолоченными буквами написана фраза, предложенная по просьбе общины главным ашкеназским раввином Израиля Давидом Лау, которую должен произносить еврей, входя в синагогу: «Как прекрасны шатры твои, Яков, жилища твои Израиль!»

## Открытие синагоги после восстановления
Торжественное открытие синагоги после реконструкции состоялось 19 октября 2014 г. и было приурочено к её 110-летию. Меценаты подарили общине Свиток Торы — его внесение в синагогальный ковчег стало ключевым событием церемонии. В дар преподнесли также корону для украшения свитка, шофар (бараний рог, в который трубят на еврейский Новый год), ханукию — подсвечник с девятью рожками, возжигаемый в праздник Хануки, и мезузу. В музей синагоги была передана собранная из обломков каменная скрижаль с десятью заповедями, которая была установлена на восточной стене здания до революции.

## Экспозиция по истории еврейской общины Воронежа

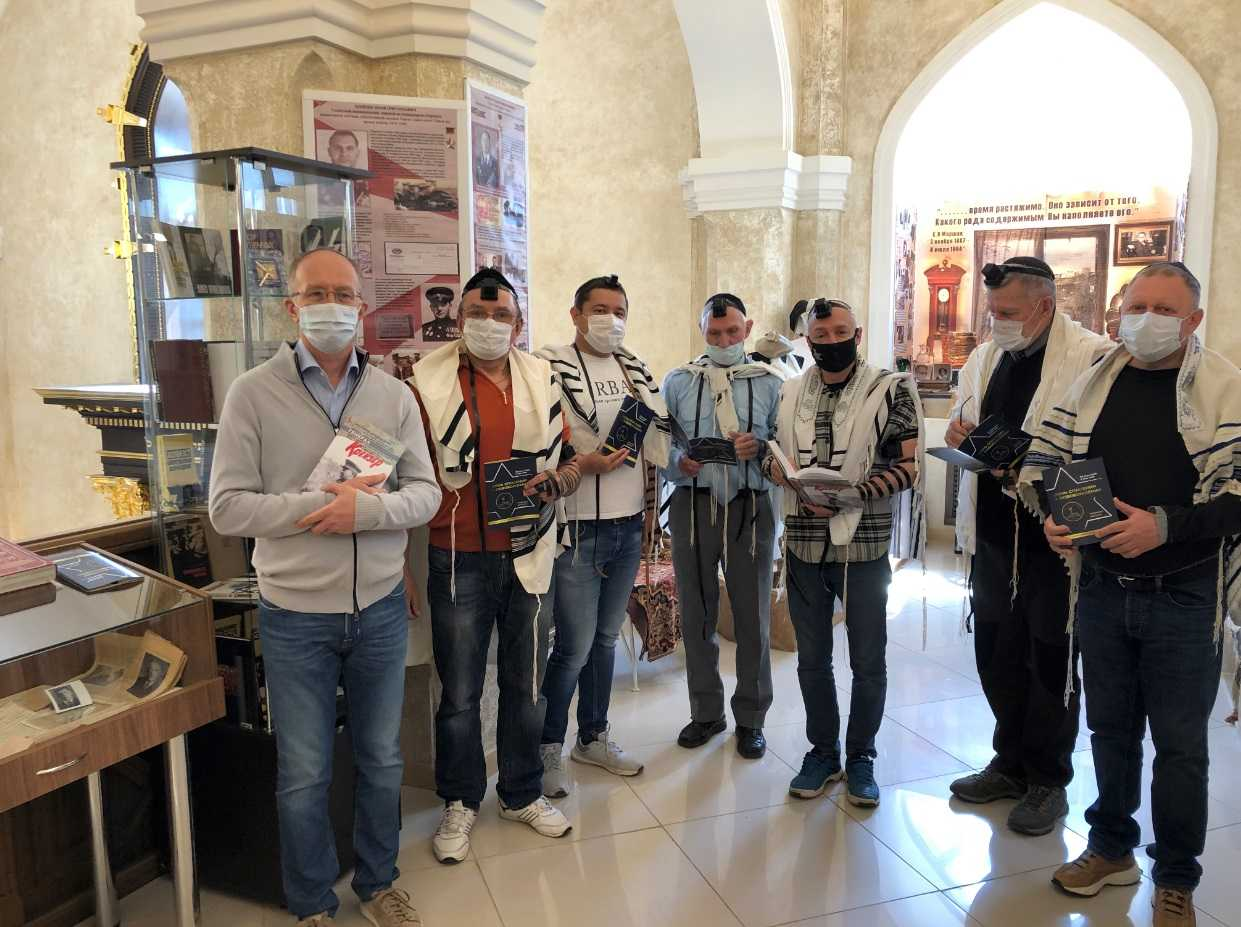
Церемония 26 ияра в Воронежской синагоге (День Спасения и Освобождения. Дата 9 мая 1945 г. по еврейскому календарю).

На витринах и стендах музейного пространства синагоги отражены этапы истории еврейской общины Воронежа, насчитывающей полтора столетия. Основная часть материалов посвящена судьбам еврейских жителей Воронежа и включает фотографии, артефакты, документы из семейных архивов. Среди них — много документов по периоду Великой Отечественной войны.
Синагога и её музейное пространство принимают участие в международной культурной акции Ночь музеев. 

## Фотографии здания

### Современное состояние

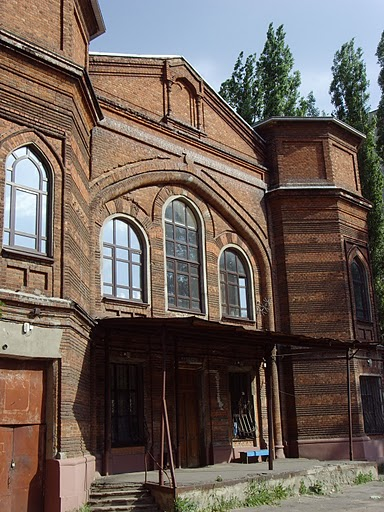
Вход в синагогу во время реконструкции
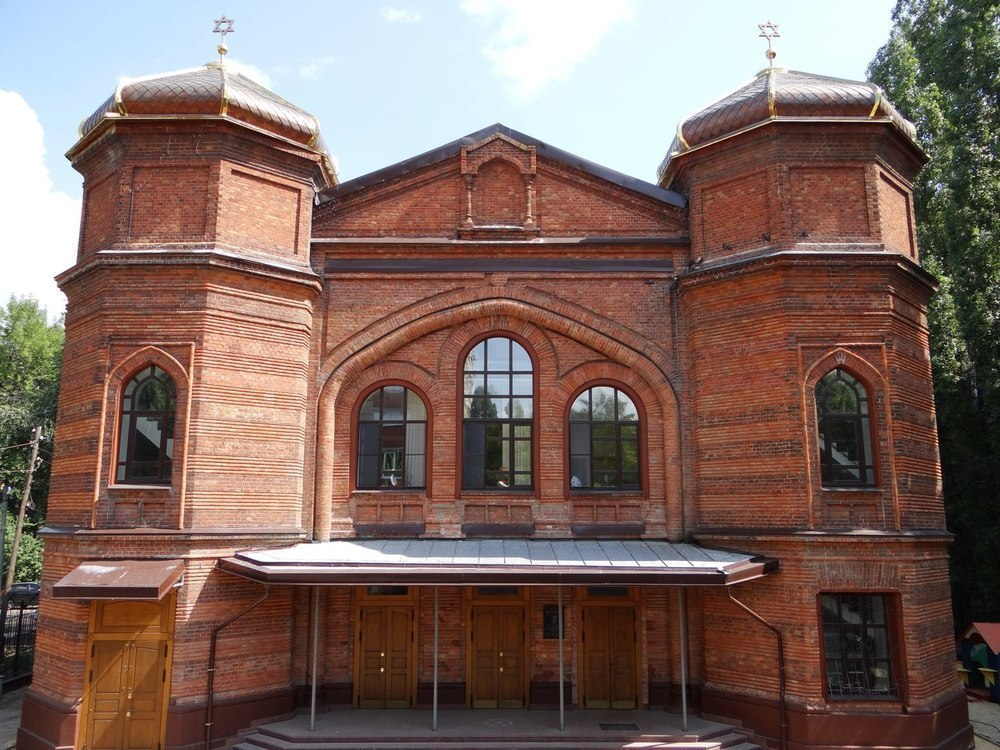
Западный фасад здания синагоги
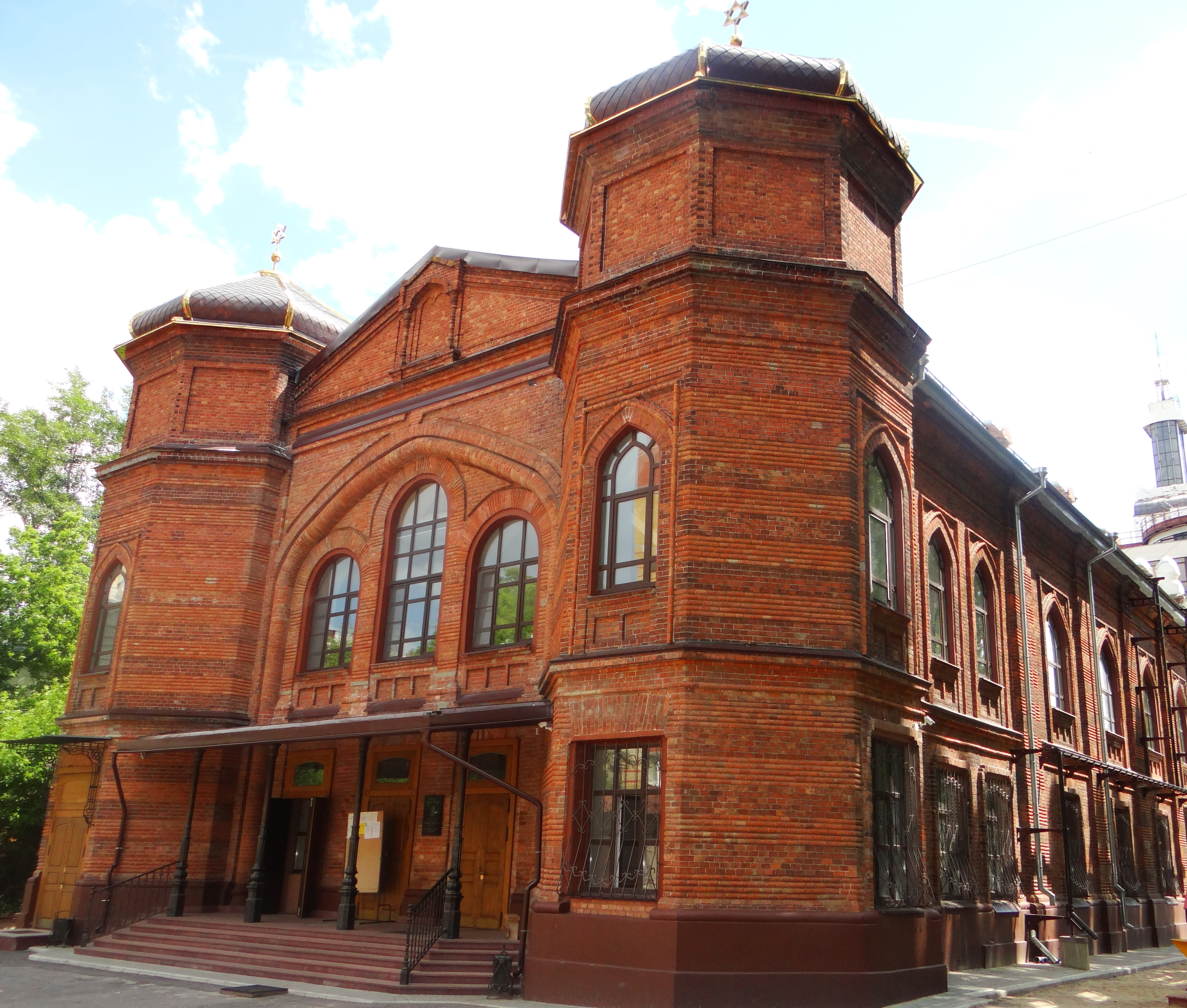
Западный фасад здания синагоги
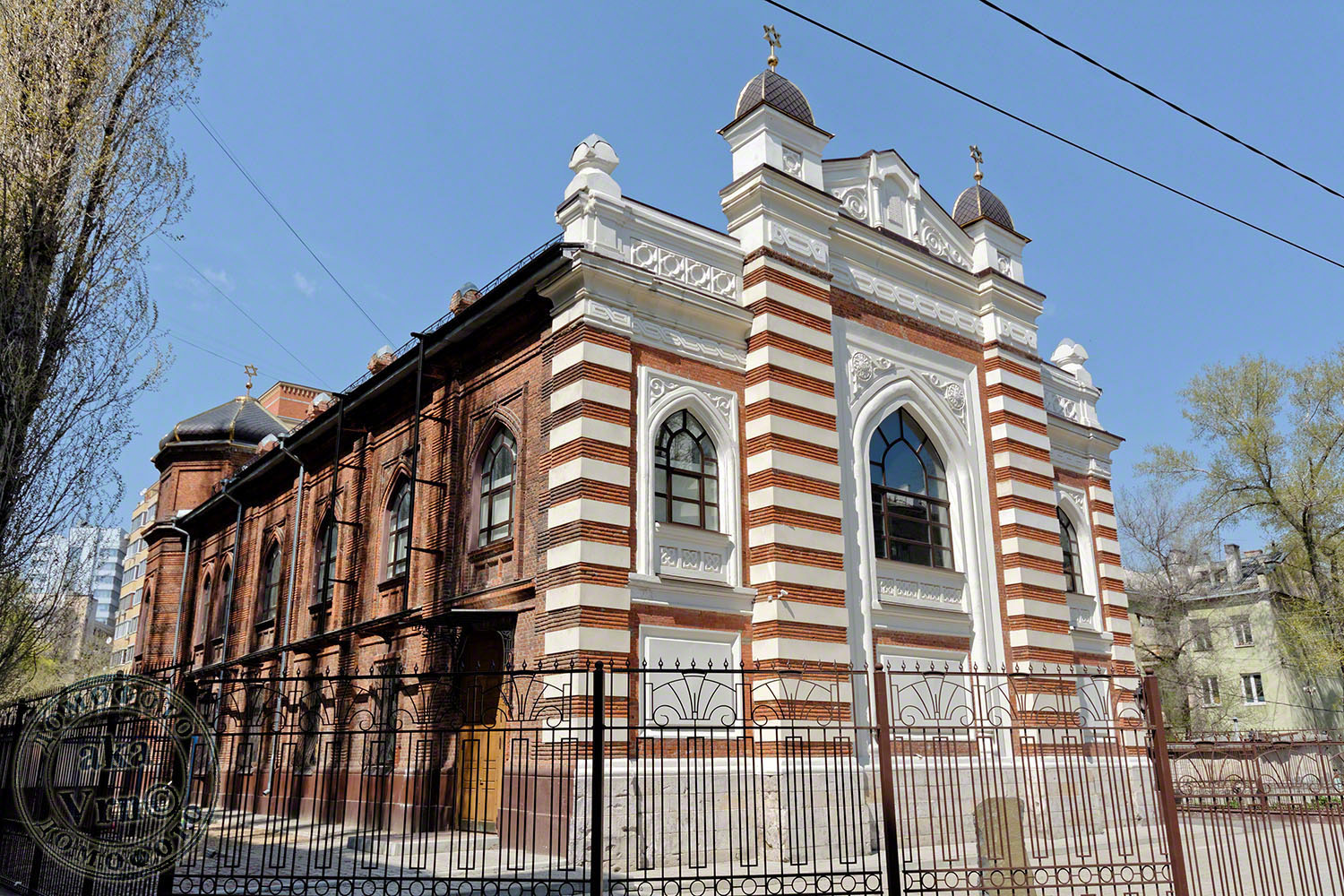
Восточный фасад здания синагоги

### Внутреннее убранство синагоги

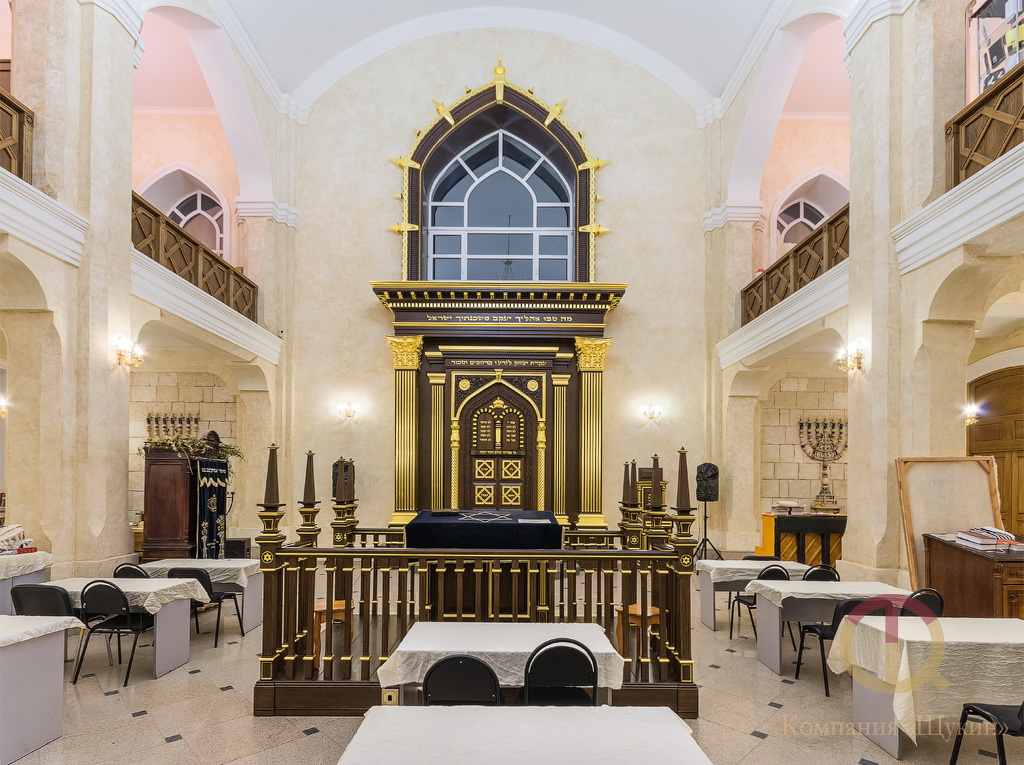
Молельный зал
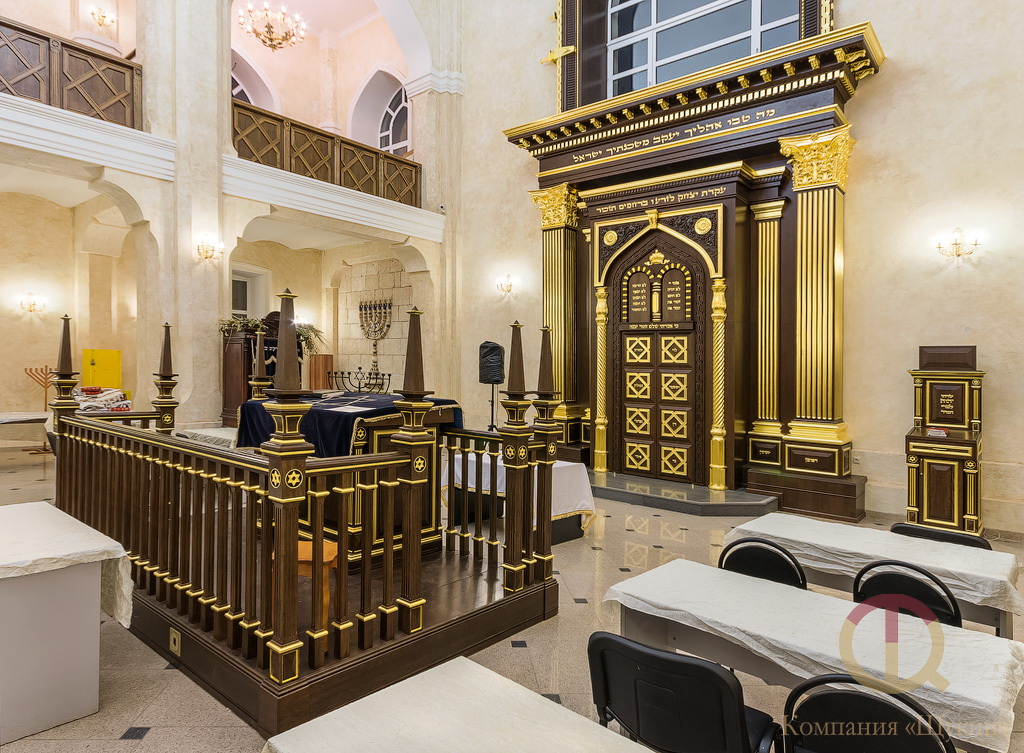
Бима
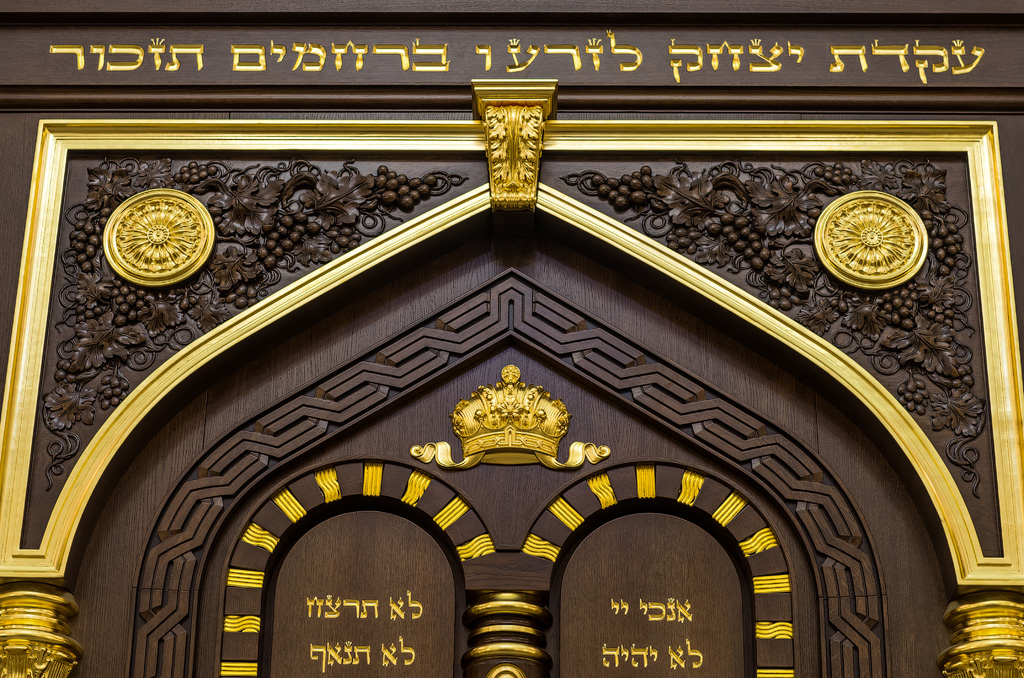
Арон Кодеш
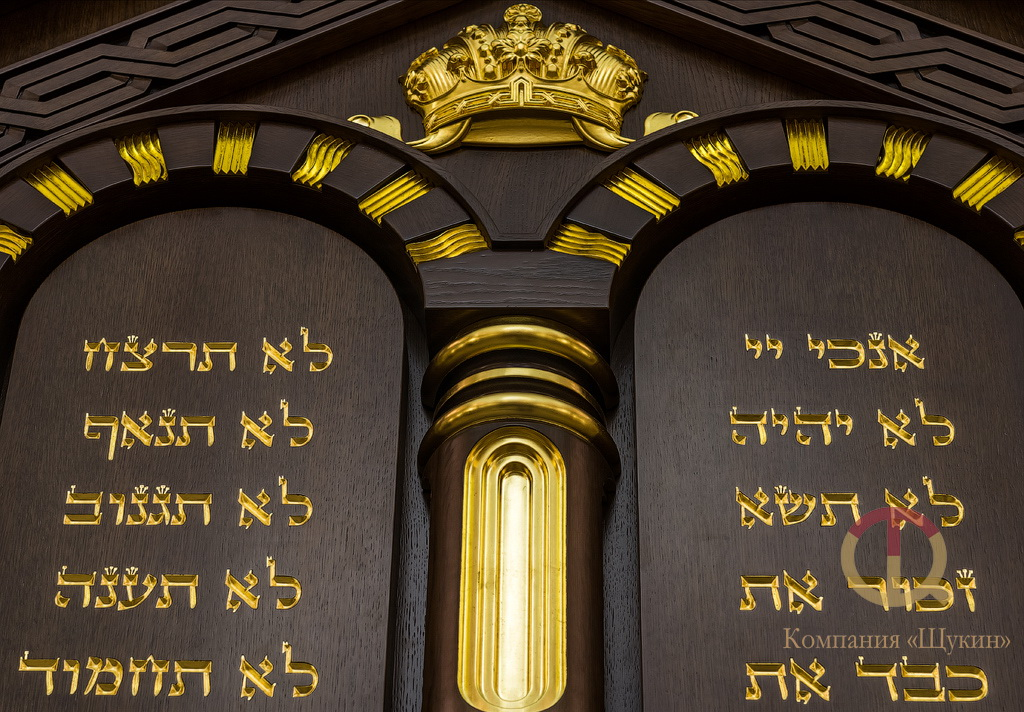
Арон Кодеш
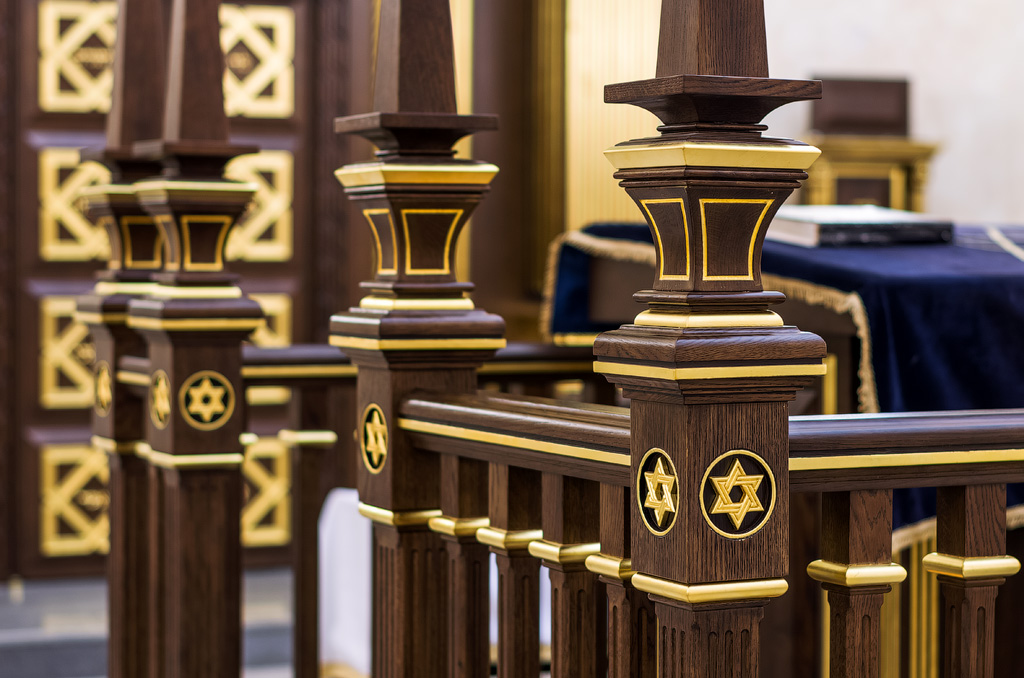
Бима
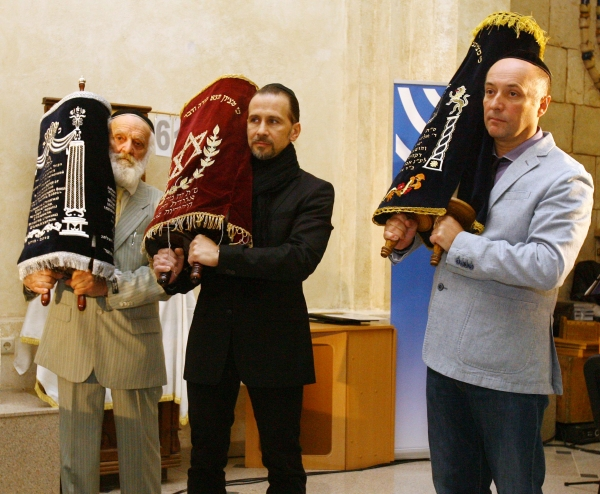
Свитки Торы Воронежской синагоги

### Фотографии церемонии открытия синагоги в 2014 году

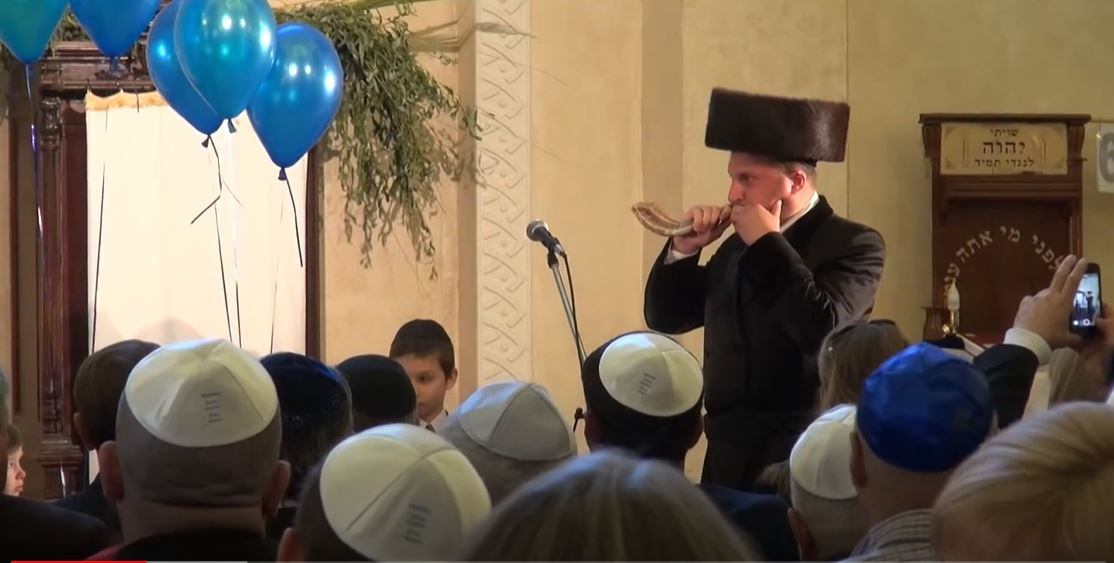
Открытие синагоги. 19 октября 2014 г.
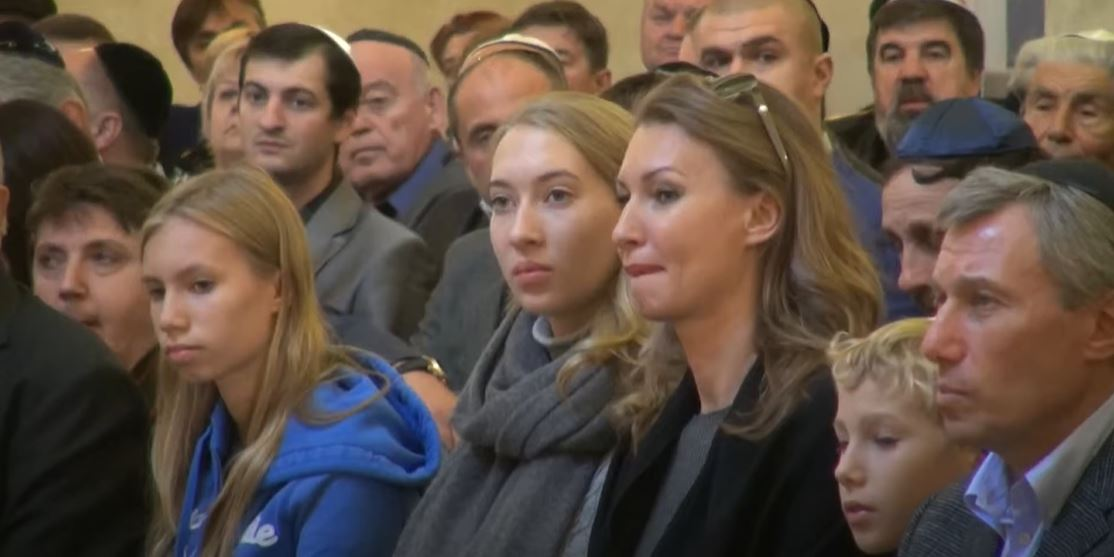
Открытие синагоги 19 октября 2014 г.
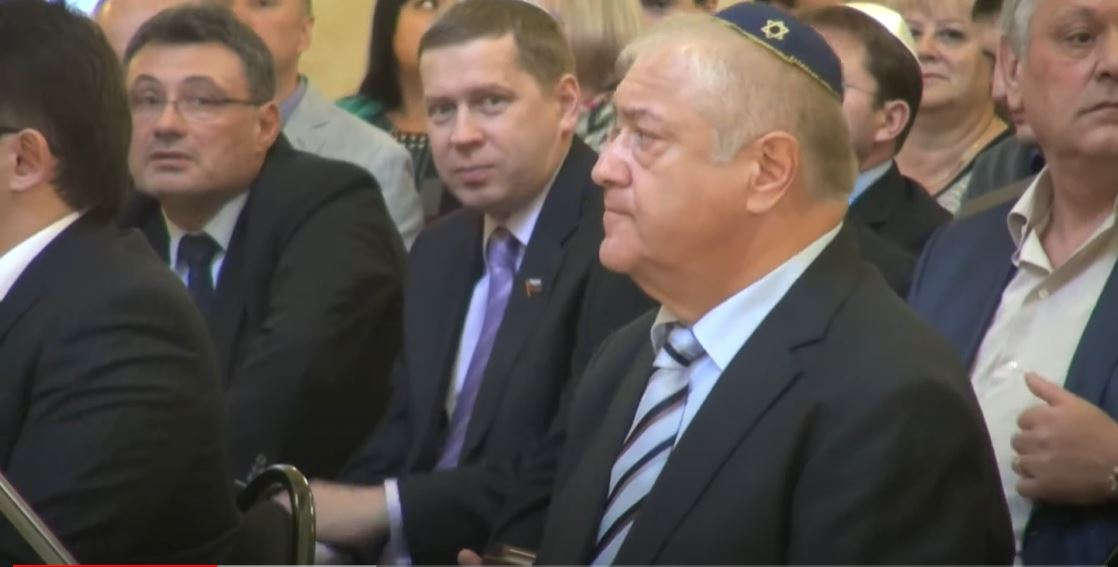
Открытие синагоги 19 октября 2014 г.
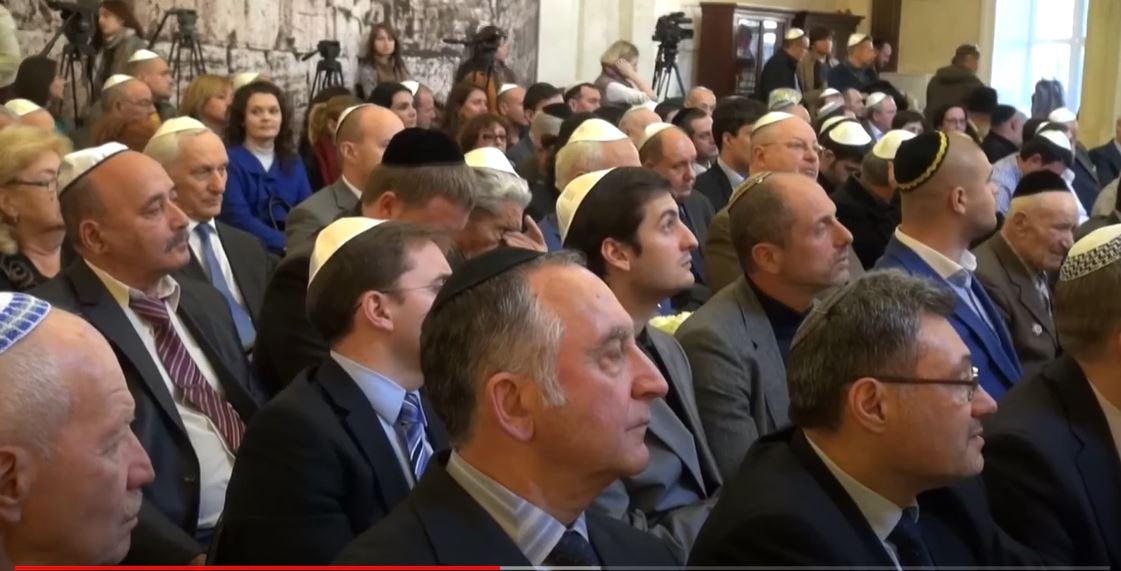
Открытие синагоги 19 октября 2014 г.
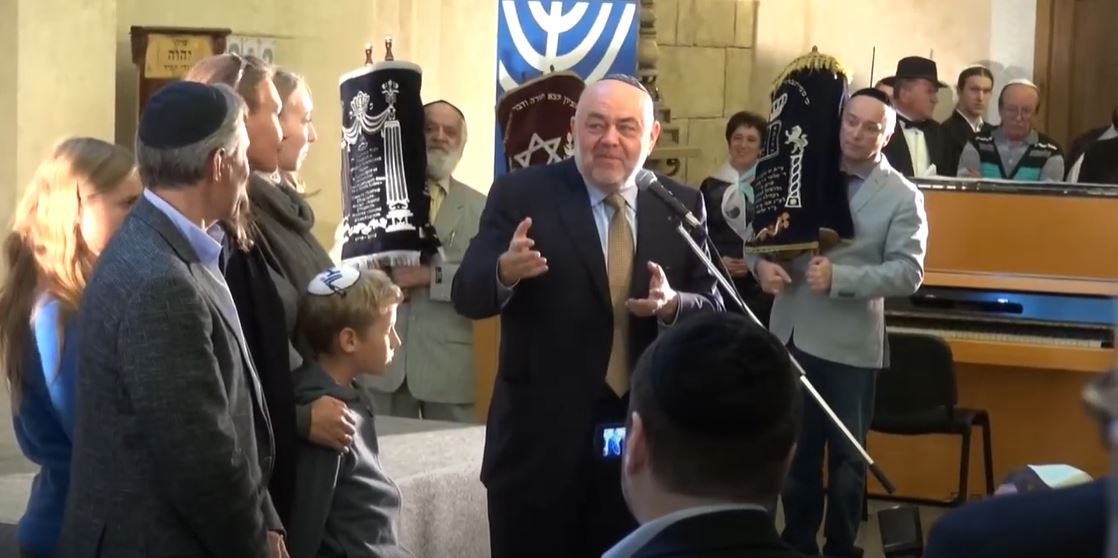
Открытие синагоги 19 октября 2014 г.
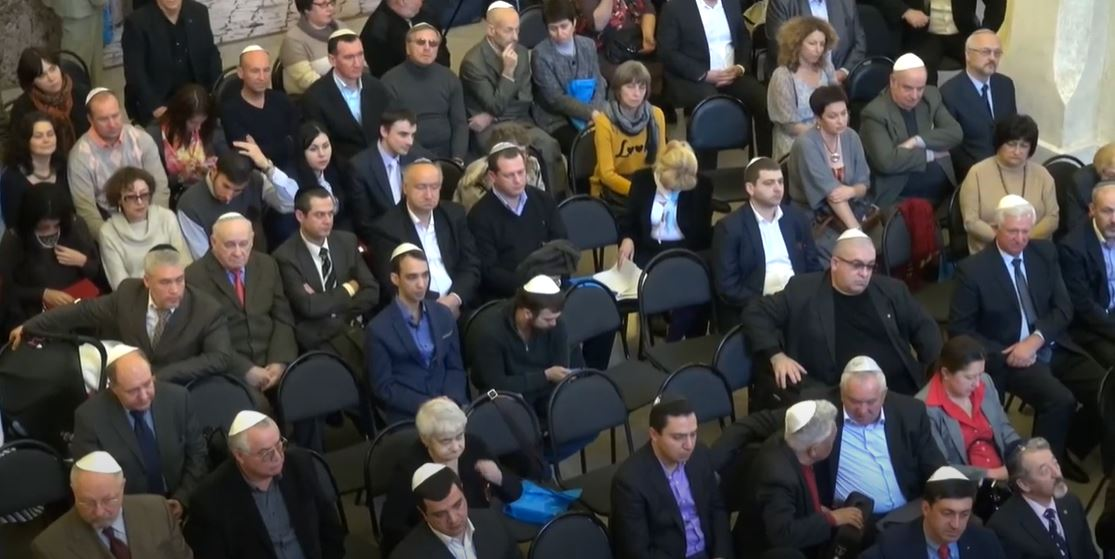
Церемония открытия синагоги